# Mussoorie
Mussoorie is een hill station en gemeente in het district Dehradun van de Indiase staat Uttarakhand, in de buurt van Rishikesh.
De plaats trekt vooral Indiase en vrijwel geen buitenlandse toeristen en het is opvallend in de regio omdat het er schoon en opgeruimd is. De straten hebben omheiningen van ijzeren roeden en lantaarns in victoriaanse stijl. De plaats ademt een rustige en romantische stemming uit, waarbij dit beeld anno jaren '00 doorbroken wordt door nieuwe vestigingen van landelijke horecaketens als Domino's, Baskin Robbins en Coffee Day.
In Mussoorie verbleef de veertiende dalai lama Tenzin Gyatso met zijn gezelschap in 1959, tijdens zijn eerste jaar in ballingschap in India, waarna hij doortrok naar McLeod Ganj, nabij Dharamsala.

## Demografie
Volgens de Indiase volkstelling van 2001 wonen er 26.069 mensen in Mussoorie, waarvan 56% mannelijk en 44% vrouwelijk is. De plaats heeft een alfabetiseringsgraad van 79%. 

## Geboren in Mussoorie
- Patricia Wentworth (1877-1961), Brits detectiveschrijfster
- Anita Desai (1937), schrijfster